# Mick Box
Pour les articles homonymes, voir Box.
Michael « Mick » Box (né le 9 juin 1947 à Walthamstow, Angleterre) est le guitariste du groupe Uriah Heep. Après avoir fait partie de "The Stalkers" et "Spice", Il est le seul membre fondateur de Uriah Heep présent depuis l'origine, c'est-à-dire depuis 1969.

## Biographie

### Sa jeunesse
Mick Box de son vrai nom, Michael Frederick Box, voit le jour le 9 juin 1947 dans la ville de Walthamstow dans le nord-est de Londres. Sa jeunesse est bercée par l'écoute des pionniers du rock tel que Elvis Presley, Chuck Berry ou Little Richard. En tant que fan du club de football des Tottenham Hotspurs, il commence à jouer au foot pour son équipe de l'école, puis des London Schoolboys mais tout va de travers et il se met à apprendre la guitare. Si au début, il s'intéresse d'abord aux guitaristes de jazz, il se tourne rapidement vers Buddy Holly et Eddie Cochran puis vers les Beatles, les Rolling Stones, Les Who. Son père meurt alors qu'il est encore très jeune et il est élevé par sa mère qui l'assure de son soutien lorsqu'il veut se lancer dans une carrière musicale.

### Débuts musicaux
Il forme en 1965 son premier groupe appelé "The Stalkers" ("Les traqueurs"), un Beat Band.
En 1967, David Byron rejoint le groupe qui commence à tourner intensément localement. Voulant devenir professionnels, ils changent le nom du groupe et deviennent "Spice" et sous la bienveillance de Gerry Bron et sa société de production, Hit Records Productions, ils signent un contrat d'enregistrement avec United Artists. Un seul single, "What About the Music/In Love" (référence UP2246) voit le jour le 29 novembre 1968. La chanson de la face B, "In Love", est signée par Mick Box et David Garrick (Garrick est le vrai nom de David Byron). Ce single est devenu une rareté depuis mais on peut retrouver ces deux titres dans le coffret d'Uriah Heep, A Time of Revelation - 25 Years On... sorti en 1996. D'autres titres sont enregistrés à cette époque, on peut en retrouver certains dans la compilation d'Uriah Heep sortie en 1994, "The Lansdowne Tapes".

### De Spice à Uriah Heep

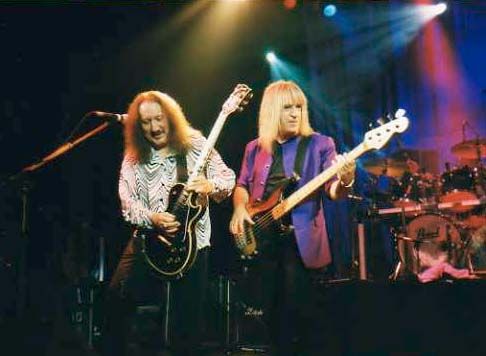
Mick Box avec Trevor Bolder en 2001

"Spice" tourne régulièrement dans le circuit des clubs, devenant un permanent du Marquee Club de Londres. Le groupe commence à enregistrer son premier album sous le nom de "Spice" mais leur manager et producteur Gerry Bron leur trouve un nouveau nom et "Spice" devient Uriah Heep. Peu de temps après Ken Hensley (ex- The Gods) rejoint le groupe pour finir l'enregistrement de Very 'eavy... Very 'umble.
À partir de là, Mick Box consacre la majorité de sa vie musicale à Uriah Heep, enregistrant en un peu plus de quarante ans de carrière, 24 albums studios, de nombreux albums en public (sans compter les innombrables compilations) pour une vente d'environ, quarante millions d'albums dans le monde entier. Il joue aussi dans 53 pays lors des tournées de Uriah heep.

### Vie privée
Mick Box vit dans le nord de Londres avec sa femme Sheila, son fils Romeo (né en 2001) et son chien, un braque hongrois à poil court nommé Elvis. Il est aussi le père d'un autre fils appelé Myki (né en 1978) qui est batteur et vit aux USA
Mick est aussi impliqué dans des œuvres caritatives notamment pour le cancer au sein de l'association Cancer Research UK.

## Ses guitares

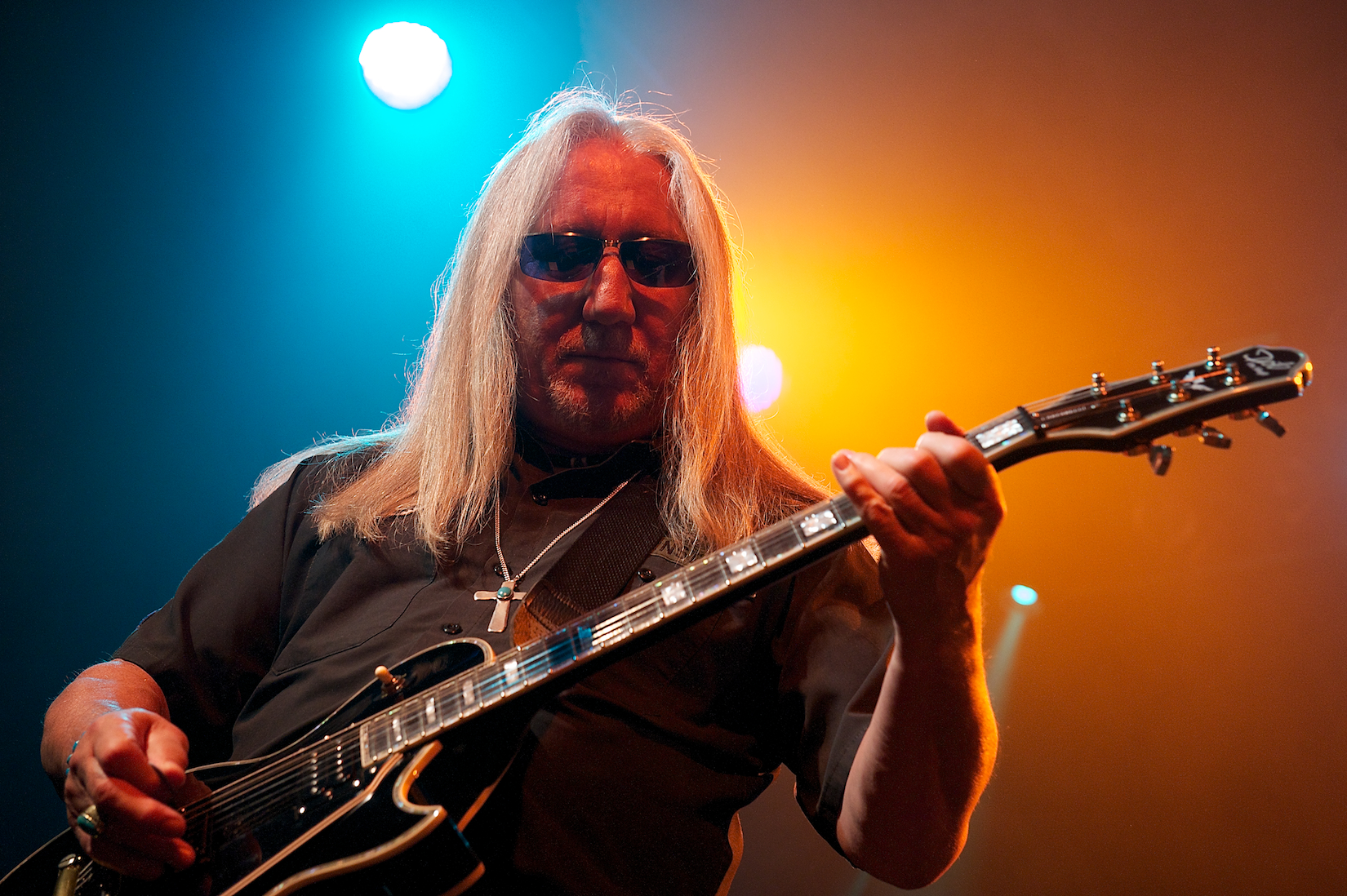
Mick Box en 2011

Sa première guitare est une Telston que sa mère lui a acheté chez un prêteur sur gage de Walthamstow. Elle coûte à cette époque dix livres sterling et dix pence, ce qui est une grosse dépense pour sa mère. Elle figure encore toujours dans sa collection de guitares. Il en possède une quarantaine disséminées de par le monde, notamment dans sa famille en Australie, aux États-Unis ou en France.
Dès les débuts de Uriah Heep, Mick utilise des guitares du fabricant américain Gibson, principalement des Les Paul mais aussi des SG et Gibson ES-335.
Il est sponsorisé un temps par Washburn (électriques et acoustiques) et par Yamaha (modèle Pacifica entre autres).
Il possède maintenant ses propres guitares fabriqués par le luthier canadien Carapelli Guitars principalement le modèle Signature Mick Box et la S4.
Côté guitares acoustiques, on trouve les Martin (D-35) mais aussi des guitares du luthier tchèque Furch Guitars (en) et du luthier anglais Fylde Guitars (en).
Il possède aussi des guitares Fender Stratocaster, Aria, Peavey, Charvel, Ruokangas Guitars (en), Epiphone etc...
Il cite régulièrement Jeff Beck comme étant son guitariste préféré

## Ses influences
Dans ses influences Mick Box cite Barney Kessel, Django Reinhardt, Les Paul et Mary Ford, Tal Farlow et Jeff Beck
Dans une interview donnée au magazine Goldmine, le 11 décembre 2013, Mick Box cite les 10 albums qui ont changé sa vie et sans lesquels "il ne pourrait pas vivre".
| - Jeff Beck : Truth (1968) - The Beatles : Sgt.Pepper's Lonely Hearts Club Band (1967) - Buddy Holly and The Crickets : The "Chirping" Crickets (1957) - Eddie Cochran : 12 of His Biggest Hits / The Eddie Cochran Memorial Album (en) (1960) - The Shadows : The Shadows (album) (en) (1961) | - Led Zeppelin : Led Zeppelin (1969) - Joe Walsh : The Smoker You Drink, the Player You Get (en) (1973) - Neil Young : Harvest (1972) - Deep Purple : In Rock (1970) - Roger Waters : Amused to Death (1992) |

## Discographie

### Spice
- What About the Music/In Love (45 tours) (1968)

### David Byron
- Take No Prisonners (1975)

### Uriah Heep
Hors compilations
| - Very 'eavy... Very 'umble (1970) - Salisbury (album) (1971) - Look at Yourself (1971) - Demons and Wizards (1972) - The Magician's Birthday (1972) - Sweet Freedom (1973) - Wonderworld (album) (1974) - Return to Fantasy (1975) - High and Mighty (album) (1976) - Firefly (1977) - Innocent Victim (1977) - Fallen Angel (1978) - Conquest (1980) - Abominog (1982) - Head First (1983) - Equator (1985) - Raging Silence (1989) - Different World (1991) - Sea of Light (1995) - Sonic Origami (1998) - Wake the Sleeper (2008) - Into the Wild (2011) - Outsider (2014) | - Uriah Heep Live (1973) - Live at Shepperton '74 (1986) - Live in Europe 1979 (1986) - Live in Moscow (1988) - Spellbinder Live (1996) - Live on the King Biscuit Flower Hour (1997) - Future Echoes of the Past (2000) - Acoustically Driven (2001) - Electrically Driven (2001) - The Magician's Birthday Party (2002) - Live in the USA (2003) - Magic Night (2004) - Official Live Bootlegs (2009) - Live at Sweden Rock Festival 2009 (2010) - Live in Budapest, Hungary (2010) - Live in Kawasaki, Japan (2011) - Live in Brisbane, Australia (2011) - Live in Armenia (2011) - Wolwerhampton Official Bootleg (2011) - Live in Athens, Greece 2011 (2012) - Live at the Rock of Ages Festival (2013) |

### Autres participations
- Guest sur le titre "Lady in Black", reprise du groupe roumain Iris  sur l'album "Mătase albă" (2002)
- Guest sur l'album "Back to the Future" du groupe suédois "Spearfish", enregistré en partie pendant le Sweden Rock Festival 2003.